# TGIF2
TGIF2‏ (TGFB induced factor homeobox 2) هوَ بروتين يُشَفر بواسطة جين TGIF2 في الإنسان.
البروتين المُرمَّز بواسطة هذا الجين هو بروتين علبة مثلية مرتبط بالحمض النووي، وهو مُثبِّط للنسخ. يبدو أن هذا البروتين المُرمَّز يُثبِّط النسخ عن طريق تجنيد إنزيمات إزالة أسيتيل الهيستون إلى الجينات المُستجيبة لعامل نمو الخلايا المُحَوِّلة بيتا. يُضخَّم هذا الجين ويُعبَّر عنه بشكل مُفرط في بعض سرطانات المبيض، وقد تُسبِّب الطفرات فيه اندماج مقدم الدماغ.